# 25885 Wiesinger
25885 Wiesinger è un asteroide della fascia principale. Scoperto nel 2000, presenta un'orbita caratterizzata da un semiasse maggiore pari a 2,5441488 UA e da un'eccentricità di 0,0779729, inclinata di 2,72909° rispetto all'eclittica.